# 张德华 (1932年)
张德华（1932年9月—），汉族，浙江省鄞县人，中国工程师。

## 生平
张德华曾任首钢机械厂蜗轮副车间副主任。1971年，参与研制成功首钢—71型蜗轮副及制造工艺（张德华、李春元、周崇文、浑德兴），并先后研制成功配套用的机床、工装、刀具、检测仪器等。1977年、1978年、1984年三次被评为北京市劳动模范。1978年，获全国科学大会奖，1979年获国家二等发明奖。1985年，主持研制成功锥面二次包络环面蜗杆副，蜗杆头数增至九头。所研究课题1987年获北京市科技进步二等奖。1987年，蜗杆磨削装置获国家专利。著作有《锥面包络环面蜗杆副的设计和制造》、《大型八头环面蜗杆副的研制》等。